# Antoni Juras
Antoni Juras (ur. 26 marca 1898 we Lwowie, Austro-Węgry; zm. w 1952 w Londynie) – polski piłkarz, grający na pozycji prawego napastnika.

## Kariera piłkarska
Karierę piłkarską rozpoczął w klubie Pogoń Lwów, w składzie którego w sezonie 1922 strzelił 8 bramek, w 1923 trzy i w 1925 jednego gola. Przeważnie grał na pozycji prawego skrzydłowego.

## Sukcesy i odznaczenia

### Sukcesy piłkarskie
- mistrz Polski: 1922, 1923, 1925